# Биг-Форк
Биг-Форк (англ. Big Fork River, фр. Rivière Grande Fourche; оджибве: Baas-achaabaani-ziibi) — река длиной 265 км в Северной Америке. Площадь бассейна составляет 5369,96 км², он находится в округах Айтаска и Кучичинг штата Миннесоты. Уровень воды в Биг-Форк достигает максимума в конце апреля, падает в летнее время. Между истоком и устьем разница высот — 74 м. Река находится в водосборном бассейне реки Рейни-Ривер и является одним из её главных притоков.
Большая часть долины реки Биг-Форк является равнинной, так как ранее на её месте находилось ледниковое озеро Агассис. Однако, на реке есть два водопада — Биг-Фоллс и Литтл-Американ-Фоллс. В силу озёрного происхождения большая часть долины имеет залежи торфа толщиной до 5 м. В начале XX века местность тщетно пытались засадить и приспособить для сельскохозяйственных нужд. В долине преобладают лесные виды верховых болот — чёрная ель, пихта, кедр, американская лиственница, на возвышенностях встречаются осины, берёзы и сосны. Основными видами землепользования являются лесное хозяйство и туризм. В Биг-Фолсе до 1971 года работала гидроэлектростанция. В лесу расположены небольшие фермы, индустриальными центрами являются города Бигфорк и Биг-Фолс.

## Населённые пункты
Река протекает через следующие города и тауншипы:
- Кингхерст, Айтаска
- Уирт, Айтаска
- Либерти, Айтаска
- Помрой, Айтаска
- Бигфорк, Айтаска
- город Бигфорк, Айтаска
- индейская резервация Буа-Форт, Айтаска
- неорганизованная территория Эффи, Айтаска
- город Биг-Фолс, Кучичинг
- неорганизованная территория Реини-Лейк, Кучичинг
- неорганизованная территория Нортуэст-Кучичинг, Кучичинг